# 前田昭雄
前田 昭雄（まえだ あきお、1935年4月18日 - ）は、音楽学者、指揮者、ウィーン大学名誉教授。シューマン研究の第一人者。

## 人物
東京生まれ。東京大学文学部哲学科で美学を学び、1958年東京大学大学院修士課程修了。1961年よりウィーン大学哲学科で音楽学を専攻、同時にウィーン国立音楽大学でハンス・スワロフスキーに指揮法を師事。1967年博士論文 ‘’ N.A.Porpora als Instrumentalkomponist ‘’ （器楽作曲家としてのN.A.ポルポラ）で哲学博士を取得。1972年よりチューリッヒ大学にて日本学講師と音楽学非常勤講師を務め、1986年西ドイツ学士院連合の『シューマン全集』の編修主幹を担当し、1987年ハイデルベルク大学にて教授資格(Habilitation)取得。チューリヒ大学講師、ベルン大学、バーゼル大学、ミュンヘン大学で教鞭を執り、1997年よりハイデルベルク大学教授。大阪芸術大学教授、国立音楽大学招聘教授、上野学園大学教授・学長。2015年退任。スイス音楽学会理事。『レコード芸術』に「ウィーンはウィーン」を長期連載している。2019年より再び上野学園大学学長。

## 著書
- 『シューマニアーナ』春秋社 1983
- 『レコードとの対話 音楽試論集』春秋社 1986
- 『Schumanns Werke Text and Interpretat 』ショット社　1987　共著
- 『ウィーンはウィーン 音楽の微笑む春によせる熟考28章』音楽之友社 1991
- 『Robert Schumanns Weg zur Symphonie』ショット社　1992
- 『シューベルト カラー版作曲家の生涯』新潮文庫 1993
- 『私のヨーロッパ ことばと音楽の四季』春秋社 1995
- 『ふたたびウィーンはウィーン ウィーンの音楽をもっとよく知るために』音楽之友社 2002
- 『フランツ・シューベルト』春秋社 2004　共著

- 『ベートーヴェン全集』全10巻 共著 講談社 1998-2000

### 翻訳
- 『オペラ全集 対訳 第3巻』魔弾の射手（ウェーバー作曲） 平凡社 1959
- 『オペラ全集 対訳 第8巻』ミニヨン（アンブロワーズ・トマ作曲）平凡社 1959
- 『オペラ全集 対訳 第9巻』売られた花嫁（スメタナ作曲） 平凡社 1959
- ピエール・バルボー『ハイドン』山本顕一共訳 白水社 永遠の音楽家 1970
- ハンスペーター・クレルマン編『サヴァリッシュの肖像 指揮者・ピアニストとして』日本放送出版協会 1984

## 論文
- <前田昭雄

## 出演
- BSプレミアム『「死の都」に響いた「未完成交響曲」〜1943.9.28 戦火のワルシャワ公演を再現する〜』（2017年7月29日、 NHK BSP）- 指揮[3]